# Raymond Lefebvre
Raymond Lefebvre (Parigi, 1891 – Murmansk, 1920) è stato un politico, giornalista e scrittore francese.
Nel 1910 incomincia a preparare una licence d'histoire ed entra all' École libre des sciences politiques . Richiamato durante la Grande Guerra come infermiere, inizia a svolgere un'intensa propaganda pacifista fra i feriti dell'Ospedale Saint Martin e a scrivere racconti di guerra antimilitaristi, influenzati dal modello pacifista tolstoiano di Romain Rolland.
Riformato alla fine del 1914 per le sue cagionevoli condizioni di salute - soffriva di bronchite ed era di costituzione particolarmente delicata- nel 1915 torna volontario al fronte, motivando il suo gesto per il desiderio di condividere la stessa sorte dei soldati nelle trincee e proseguire così la sua propaganda pacifista.
Nel 1916, ferito sul fronte di Verdun, viene definitivamente riformato e decide di aderire alla Sezione Francese dell'Internazionale Operaia. Frequenta le riunioni della Librarie du Travail, legata alla rivista antimilitarista "La vie ouvrière" animate dai sindacalisti Pierre Monatte e Alfred Rosmer.
Fondatore, insieme a Henri Barbusse e Paul Vaillant-Couturier dell'A.R.A.C (Association Républicaine Ancienes Combattants), partecipa ai primi progetti per una "Internazionale degli Intellettuali" e incomincia a scrivere su "Le populaire" di Jaques Longuet.
Nel 1919 entra nel Comité d'adhesion à la III Internationale e si candida alle elezioni sulle liste socialiste, in opposizione al Bloc National. La sua brochure L'Ancien Soldat, quasi un programma d'azione per gli ex-combattenti, risale a questo periodo.
Nello stesso anno fonda, insieme a Henri Barbusse, il Groupe Clarté e l'omonimo foglio, "Bullettin de l'Internationale de la Pensée" dove svolge un ruolo fondamentale per l'orientamento critico e rivoluzionario di tutte le successive versioni di "Clarté", tanto da essere comunemente riconosciuto come il suo principale ispiratore.
Recatosi a Mosca per il secondo Congresso della III Internazionale Comunista nel luglio-agosto del 1920 come rappresentante della minoranza rivoluzionaria del Comité d'adhesion, scompare al largo di Murmansk durante il viaggio di ritorno, in circostanze non chiare.